# Energías renovables en Alemania

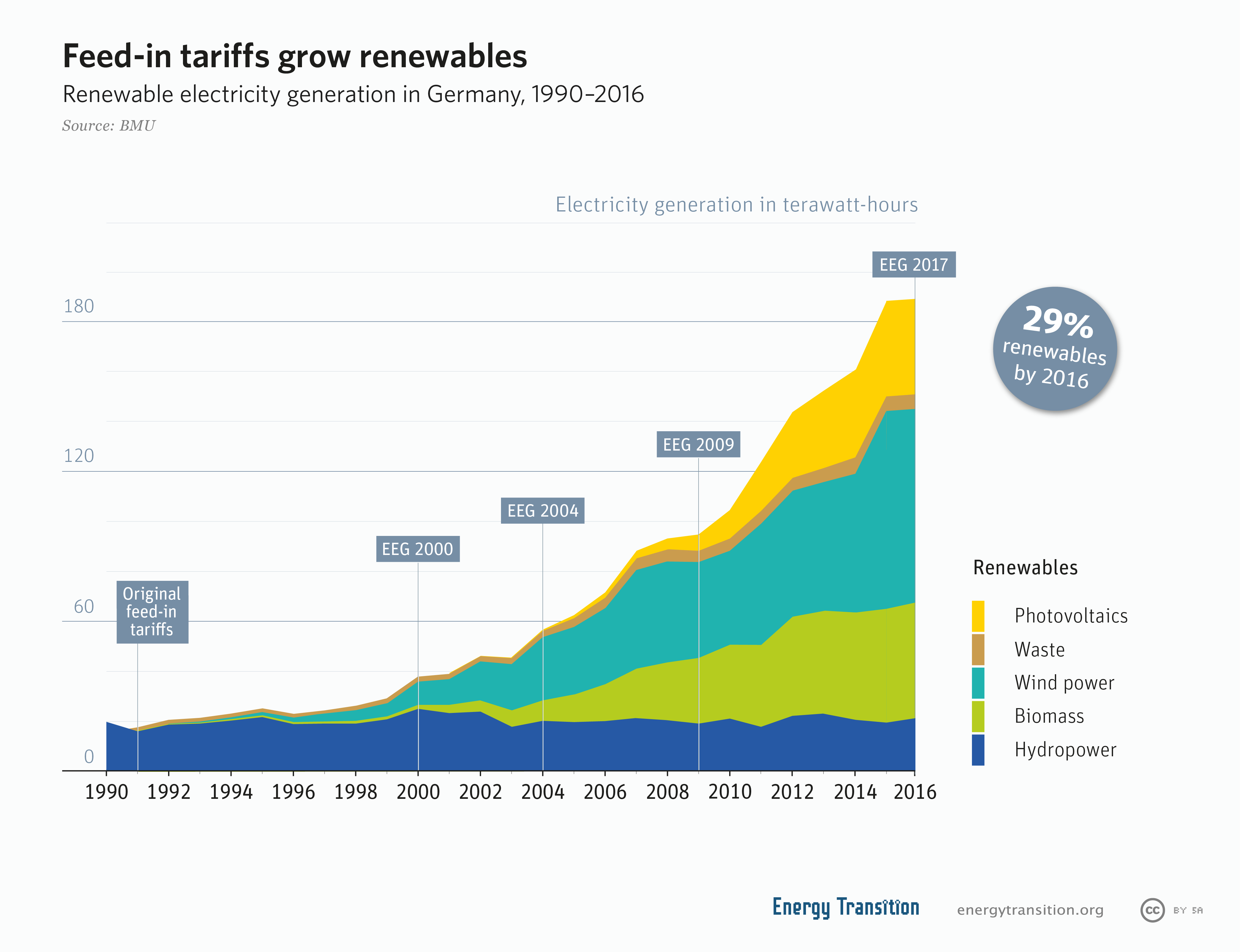

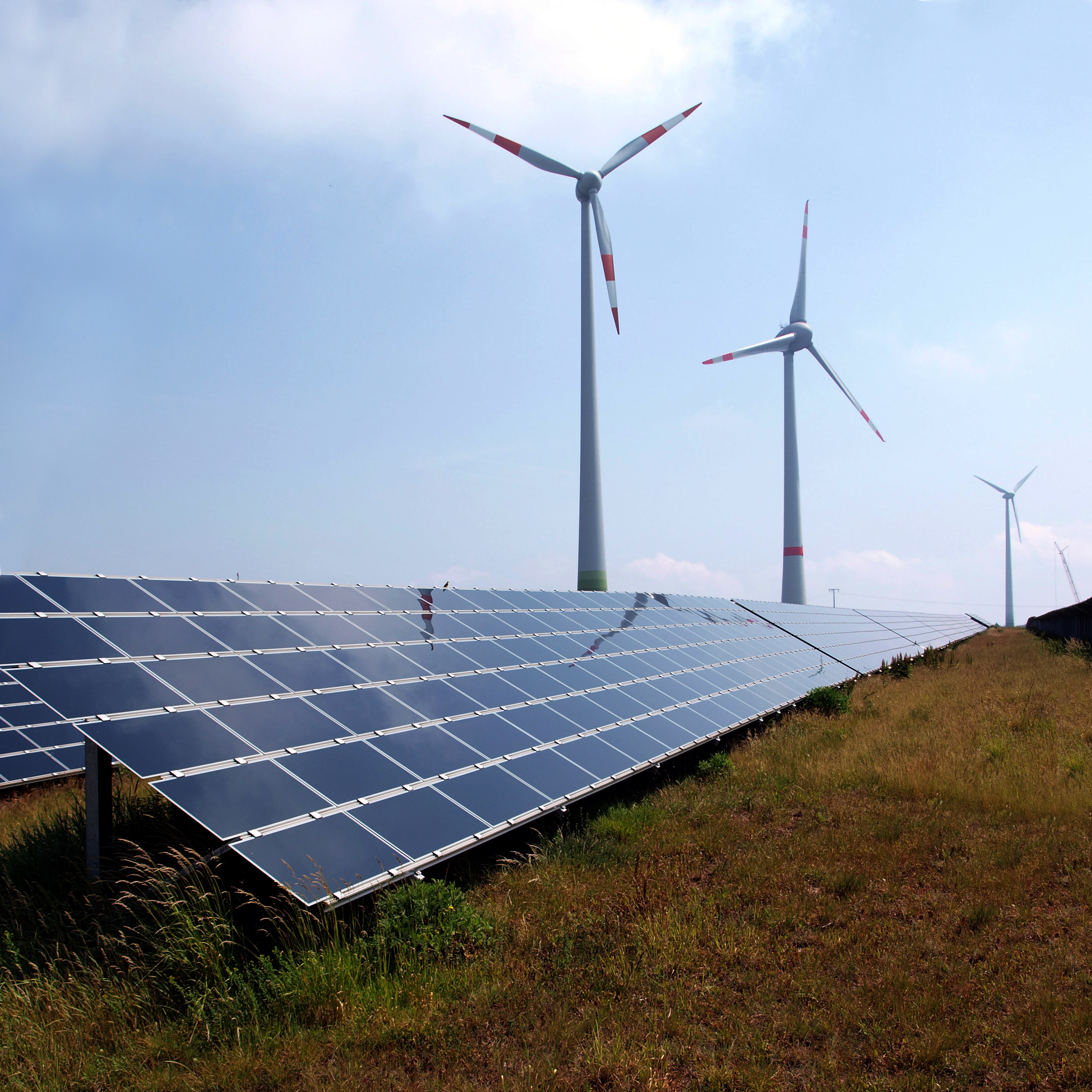
Planta fotovoltaica y aerogeneradores comparten terreno en Schneebergerhof, en el estado alemán de Renania-Palatinado.

Las energías renovables en Alemania representaban uno de los sectores más pujantes del suministro eléctrico del país. La contribución de las fuentes de energía renovable al suministro eléctrico en Alemania ha crecido de forma constante desde un 6.3% en el año 2000, hasta más del 30% en 2014.
La importancia económica de esta industria ha aumentado notablemente en años recientes. De acuerdo a estadísticas oficiales, en 2010 unas 370.000 personas estaban empleadas en el sector de las energías renovables en el país, especialmente en pequeñas y medianas empresas, un incremento del 8% respecto a 2009 (339.500 empleos), y muy por encima de 2004 (160.500 empleos).  Ya en 2024, las tasas eléctricas al consumidor alemanas eran las más altas de Europa.
Mantiene Alemania las emisiones de dióxido de carbono más altas de la Unión Europea (en 2014 emitió casi el 23% de las emisiones totales de CO2 del continente).

## Política
El sector de las energías renovables se vio beneficiado por la entrada de Los Verdes en el Gobierno federal entre 1998 y 2005, especialmente por la ley que obliga a las empresas a comprar prioritariamente electricidad generada por fuentes renovables. Quienes producen energía en su propia casa, tienen la garantía por parte del Estado de que pueden vender su “producto” a precios fijos durante 20 años. Ello ha creado un gran auge en la producción de energía limpia.
Para el periodo 2005-2010 el Gobierno Federal ha destinado cerca de 800 millones de euros a la investigación científica en el país. Dicha investigación va a estar enmarcada en políticas de desarrollo duradero.
En 2011 el gobierno de Merkel procedió al cierre de 8 centrales nucleares,  su energía fue reemplazada por las centrales de carbón. Alemania posee 7 de las 10 centrales de carbón más contaminantes de Europa que usan lignito y para extraerlo se está destruyendo uno de los mayores bosques primarios de Europa.
La política energética alemana se enmarca dentro de la de la Unión Europea, así en el Consejo Europeo de marzo de 2007 en Bruselas aprobó un plan energético obligatorio que incluye un recorte del 20% de sus emisiones de dióxido de carbono antes del año 2020 y consumir más energías renovables para que representen el 20% del consumo total de la UE (contra el 7% en 2006). El acuerdo reconoció indirectamente el papel de la energía nuclear - que no es renovable - en la reducción de la emisión de gas de efecto invernadero, correspondiendo a cada Estado miembro decidir si recurrirá o no a esta tecnología.
Por otra parte se estableció el compromiso de lograr una cuota mínima de un 10% de biocombustibles en el consumo total de gasolina y gasóleo de transporte en 2020.

## Energía eólica

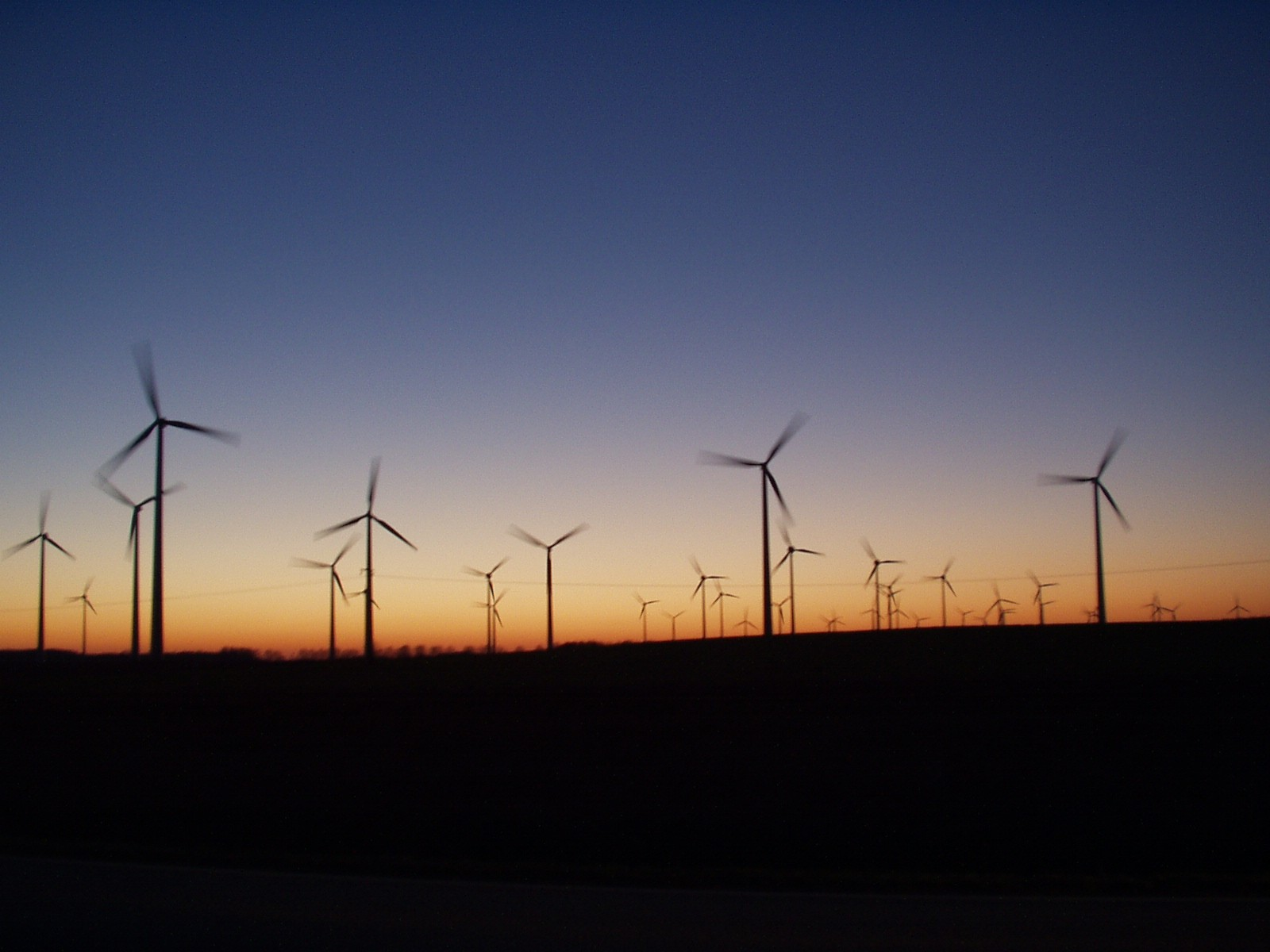
Parque Eólico en Mecklemburgo-Pomerania Occidental.

Alemania es el país líder del mundo en energía eólica (con 33.730 MW instalados a principios de 2014). Un tercio de la energía eólica del mundo se está generando en este país, que en 2005 inició la construcción de su primera planta eólica marina alemana en el Mar del Norte en la Isla Borkum, finalizada en 2009.
El crecimiento medio anual del mercado europeo de la energía eólica es de un 35%. Además Europa aporta el 75% de la energía eólica mundial, con Alemania y España como países líderes. El mercado eólico ha ayudado a generar en la Unión Europea (UE) más de 50.000 puestos de trabajo.[cita requerida]
Según Greenpeace, la energía eólica marina podría abastecer a todos los hogares europeos en 2020. La instalación de 50.000 turbinas eólicas en los mares europeos podrían generar suficiente energía para satisfacer las necesidades de 150 millones de hogares europeos. Además, el desarrollo de todo este potencial permitiría crear tres millones de empleos en toda Europa.[cita requerida]
Alemania iguala en energía eólica a toda la energía eléctrica convencional generada en Argentina. En el Estado federado más septentrional, Schleswig-Holstein, ubicado entre el Mar del Norte y el Báltico, la energía eólica cubre aproximadamente una cuarta parte del consumo neto de electricidad; a escala nacional, esta marca es del 3,5 %.
En el 2002 la industria eólica logró un superávit del 22%.[cita requerida] Empresas como Nordex, Plambeck o Energiekontor cotizan en bolsa, donde han logrado recaudar millones de euros para su expansión. La empresa más importante del sector es Enercon.
Las turbinas alemanas modernas son 30 veces más potentes que las de hace 20 años.[cita requerida] En los parques eólicos se registra una ola rejuvenecedora a la que se ha bautizado como repowering.
Los terrenos para fundar nuevos parques eólicos se van acabando, por lo que en vez de crear nuevos lo que se está haciendo es modernizarlos. El subproducto de este proceso es un creciente número de molinos desplazados. Muchos tienen menos de 10 años de uso y funcionan perfectamente. A pesar de ello buena parte es desmontada.
La mayor parte de la maquinaria desmontada se vende a países de Europa del Este que aprovechan estas instalaciones para iniciarse en el campo de la generación de energía eólica. También se registran las primeras muestras de interés por parte de países del sudeste Asiático como Vietnam, China y Sri Lanka.
Alemania negocia con la India una cooperación bilateral en el área de las energías eólicas. Enercon India (filial del líder alemán en la energía eólica), alcanzó en 2004 una participación de 25 % en el mercado de las instalaciones de energía eólica en la India.
En 2004, las exportaciones alemanas de plantas eólicas fueron por primera vez mayores que las ventas en el mercado interno. Según pronósticos del Instituto Alemán de la Energía Eólica, la generación global de energía eólica se duplicará de ahora al 2012 y las inversiones en este sector alcanzarán los 130.000 millones de euros.

## Energía Solar Fotovoltaica

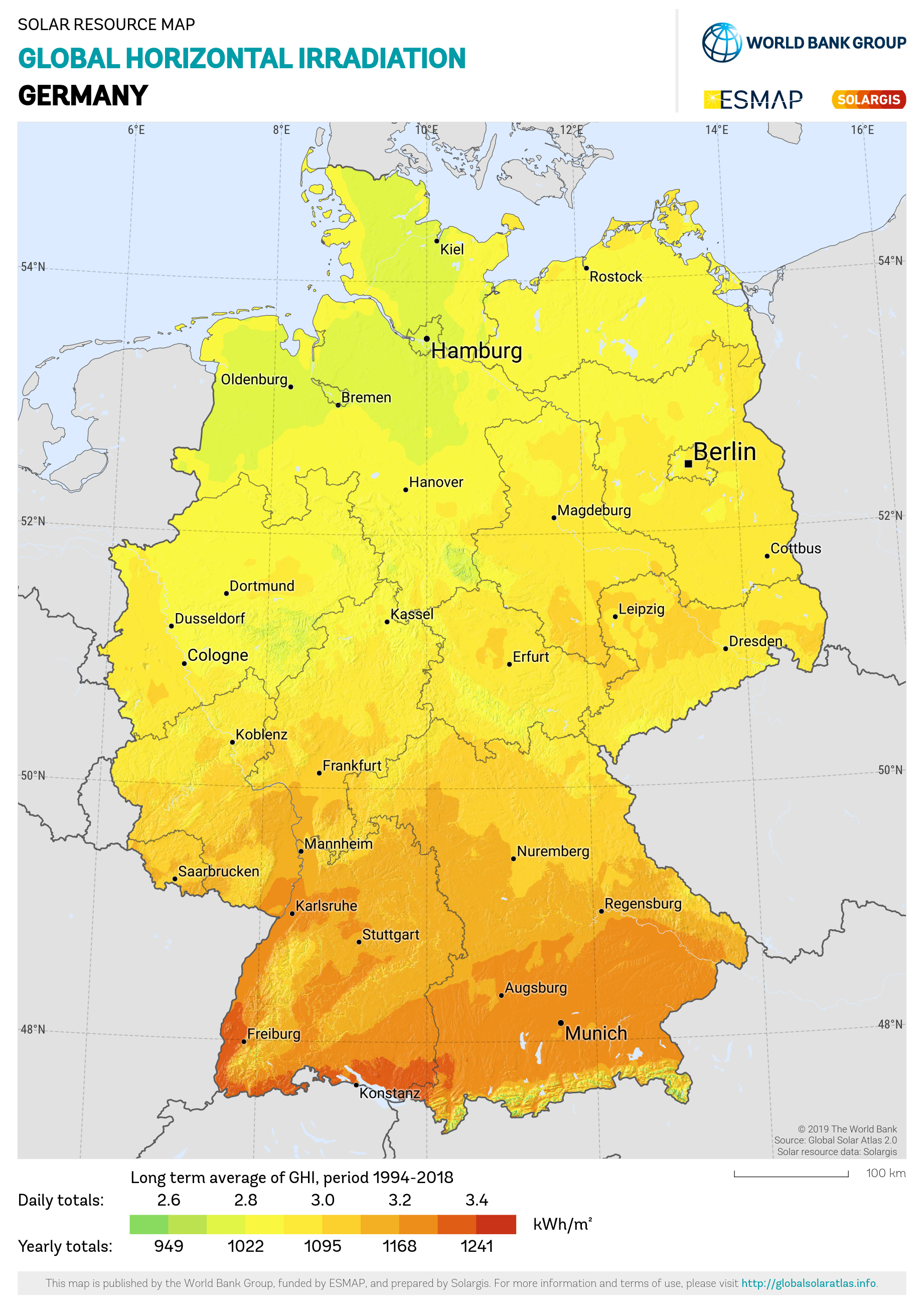
Mapa de radiación solar en Alemania.

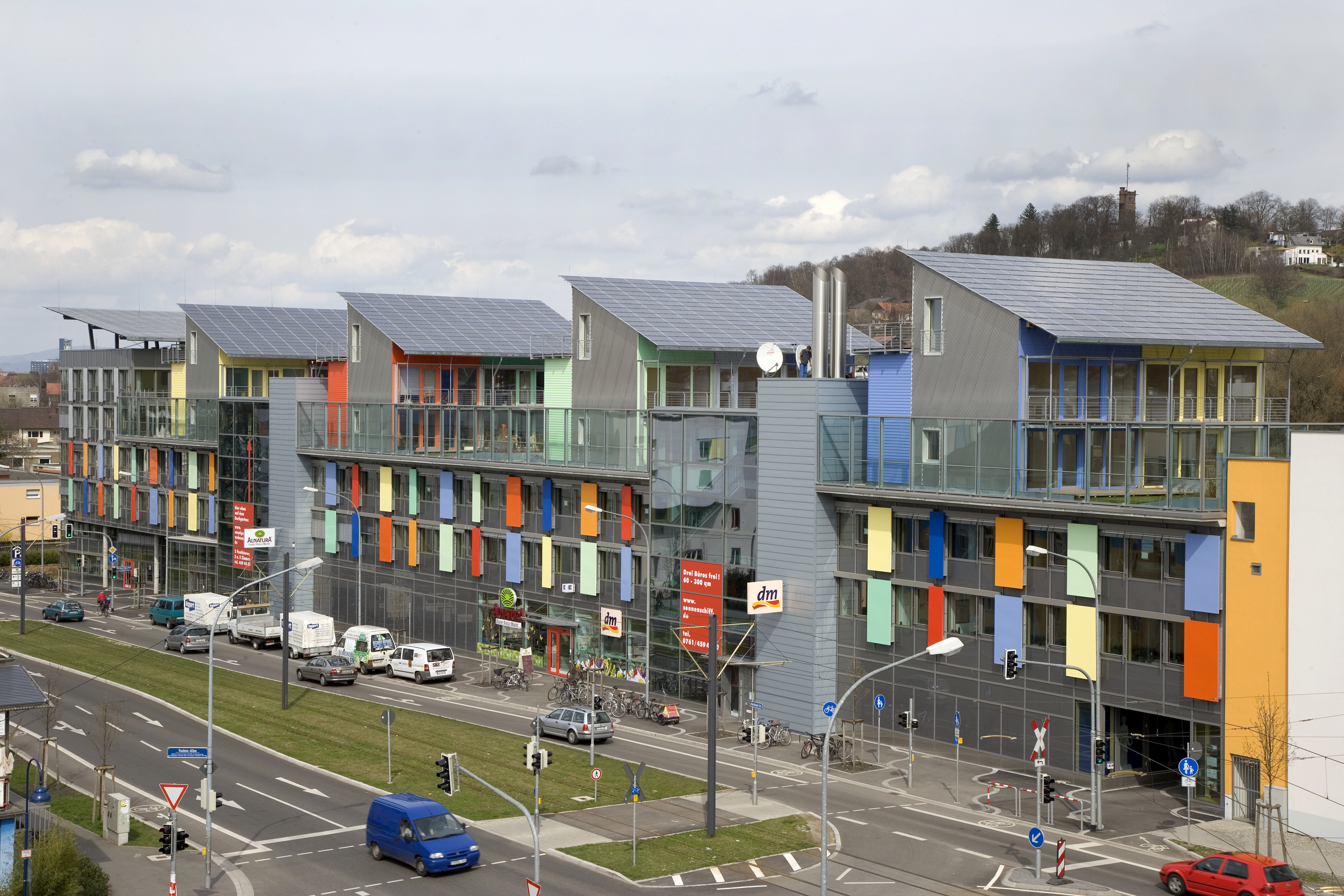
Paneles solares sobre el tejado de varios edificios, en el barrio solar de Vauban, en Friburgo (Alemania).

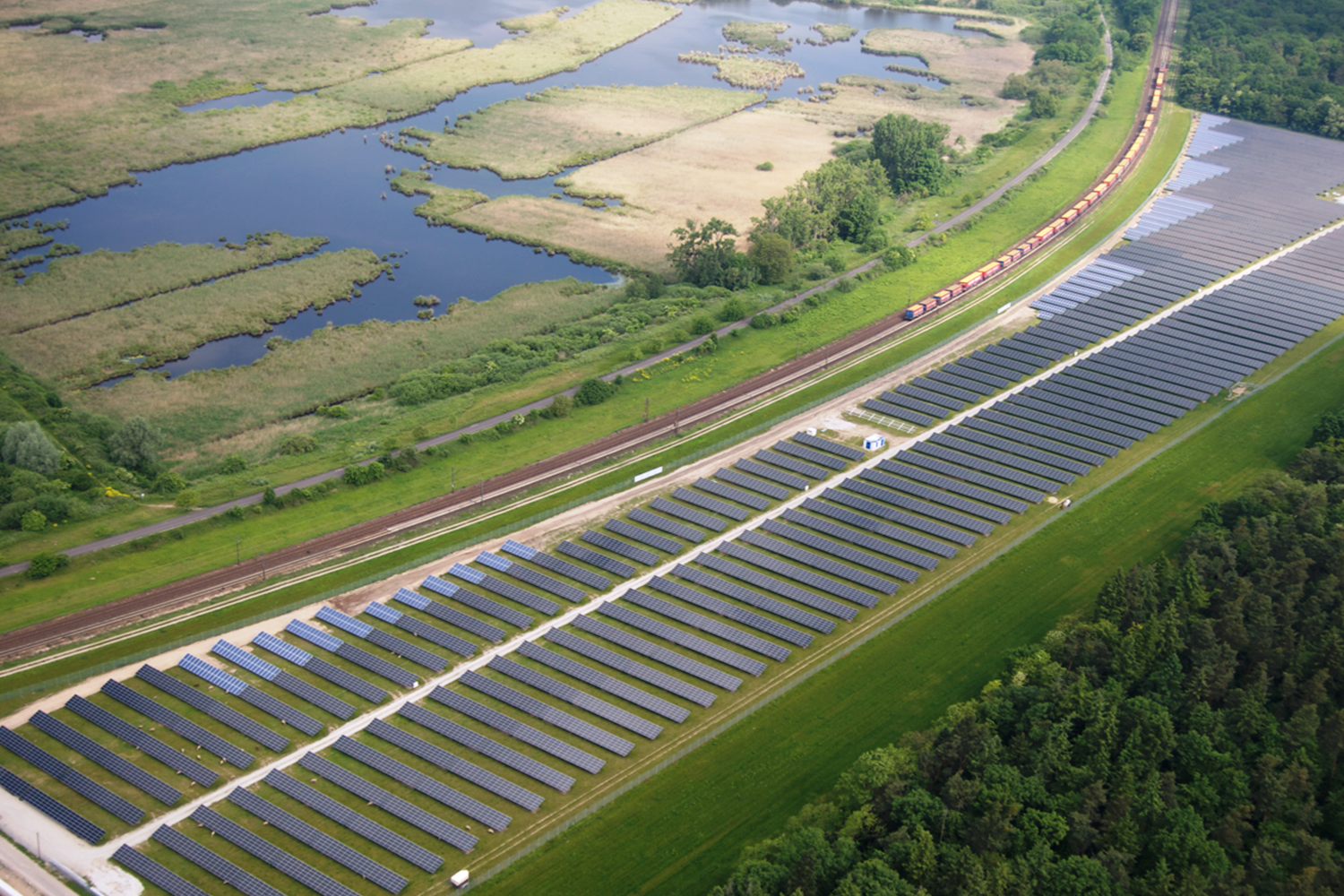
Parque solar fotovoltaico en Bruhrain, Alemania.

Alemania es uno de los líderes mundiales en la instalación de energía solar fotovoltaica, con una potencia instalada a principios de 2014 superior a los 35 gigavatios (GW). Solo en 2011, Alemania instaló cerca de 7,5 GW, y la fotovoltaica produjo 18 TW·h de electricidad, el 3% del total consumido en el país.
El mercado fotovoltaico en Alemania ha crecido considerablemente desde principios del siglo XXI gracias a la creación de una tarifa regulada para la producción de energía renovable, que fue introducida por la "German Renewable Energy Act", ley publicada el año 2000. Desde entonces, el coste de las instalaciones fotovoltaicas ha descendido más del 50% en cinco años, desde 2006. Alemania se ha marcado el objetivo de producir el 35% de la electricidad mediante energías renovables en 2020 y alcanzar el 100% en 2050.
La considerable potencia instalada en Alemania ha protagonizado varios récords durante los últimos años. Durante dos días consecutivos de mayo de 2012, por ejemplo, las plantas solares fotovoltaicas instaladas en el país produjeron 22 000 MWh en la hora del mediodía, lo que equivale a la potencia de generación de veinte centrales nucleares trabajando a plena capacidad. Alemania pulverizó este récord el 21 de julio de 2013, con una potencia instantánea de 24 GW a mediodía. Debido al incremento de la potencia fotovoltaica instalada en el país, de enero a septiembre de 2012 el 6,1% de la demanda de electricidad alemana fue cubierta con energía producida por sistemas fotovoltaicos, según la Asociación alemana de las industrias energéticas e hídricas (BDEW).
El modelo alemán se caracteriza por la fuerte presencia de pequeñas instalaciones -con importantes ventajas derivadas fundamentalmente de las menores pérdidas debidas al transporte- y los mayores proyectos de plantas solares en construcción se encuentran en China, Japón y Estados Unidos. La causa de este modelo, hacia el que derivará previsiblemente también España, está en la legislación alemana, que ofrece mayores ventajas a las pequeñas instalaciones.
En este sentido, por ejemplo el Edificio del Reichstag (parlamento alemán) o la Estación Central de Berlín, que se inauguró en 2006, cubren más del 50% de sus necesidades energéticas gracias a paneles fotovoltaicos instalados en su cubierta.
El mayor fabricante europeo de productos fotovoltaicos es la compañía alemana SMA Solar Technology AG, uno de los fabricantes de inversores con mayor facturación a nivel mundial, y el más conocido en Alemania para instalaciones fotovoltaicas aisladas o conectadas a red. La empresa tiene su sede central en la ciudad de Niestetal, situada al norte de Hessen, cerca de Kassel, y cuenta con 16 sucursales en cuatro continentes. Actualmente tiene una plantilla que supera los 6000 trabajadores, y en 2010 tuvo una facturación de 1900 mill. de euros.
Además, la ciudad alemana de Friburgo es la sede de ISES (Sociedad Internacional de Energía Solar).

## Biocombustibles

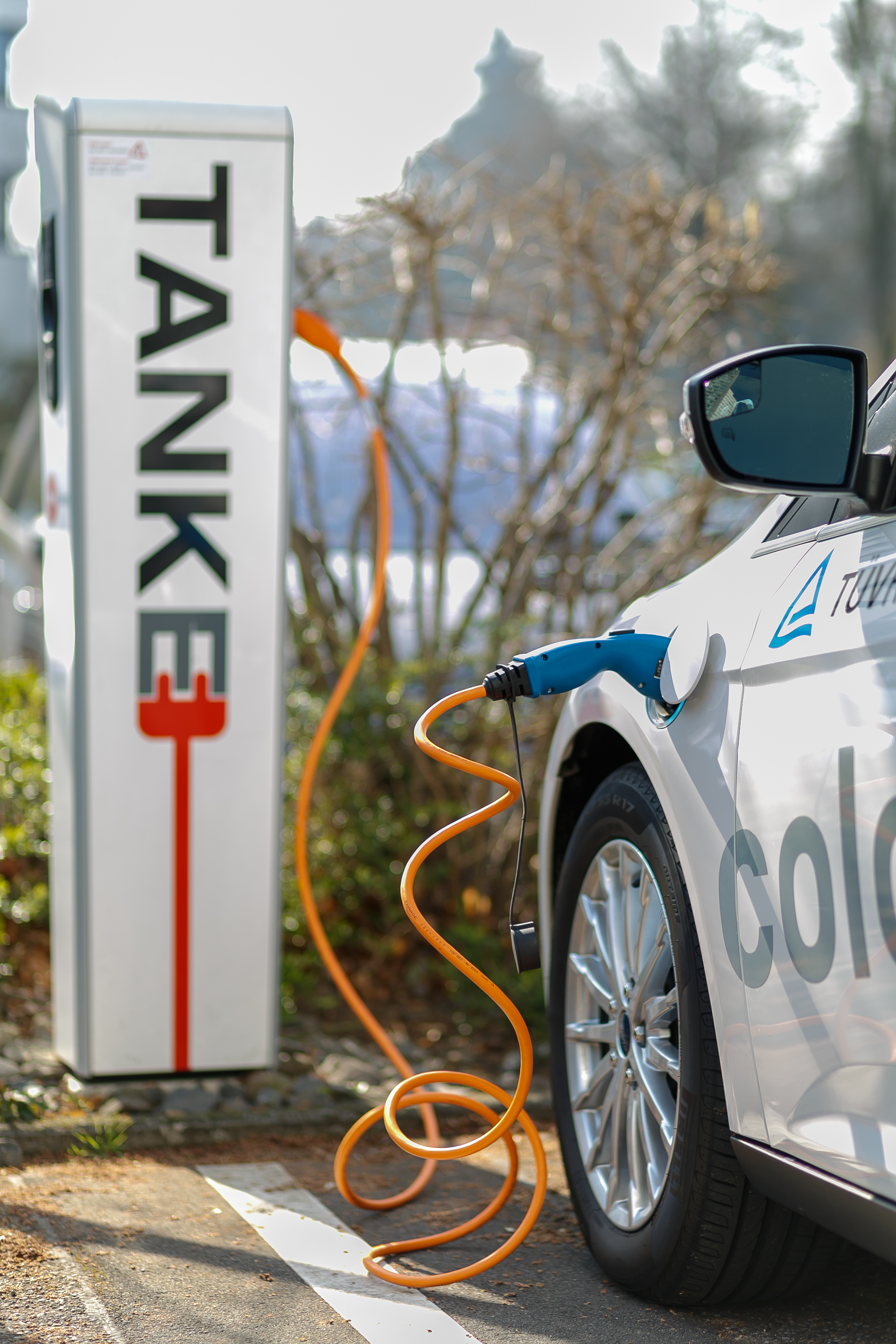
Poste público de recarga para el suministro de vehículos eléctricos en la sede de TUV Rheinland (Colonia, Alemania).

El Ministerio alemán de Protección del Consumidor, Alimentación y Agricultura (BMVEL) conjuntamente con el Instituto Worldwatch iniciaron un proyecto para investigar el potencial global de la utilización a gran escala de biocombustibles para el transporte motorizado.
En el proyecto participan también la Agencia alemana de Cooperación Técnica GTZ y la Agencia de Recursos Renovables. El proyecto que finalizará en julio de 2006 busca a través de una guía crear las bases para los responsables políticos sobre como minimizar los costos y maximizar los beneficios del desarrollo de esta fuente de energía como un primer paso para aprovechar la energía solar, eólica y biológica.
Alemania prevé que en el mediano plazo se pueda cubrir una cuarta parte de su demanda de combustibles con productos como los desechos biológicos, la paja o el álamo.
En la actualidad Brasil es el líder mundial en la implementación de esta clase de combustibles, contando con un 40% del parque automotor equipado con motores a base de alcohol de caña de azúcar. Esta medida tendente a disminuir las emisiones de CO2 se ve complementada con automóviles propulsados con gas que a pesar de las ventajas tributarias de esta clase de coche, -el impuesto al gas es menor que el de la gasolina- sigue siendo relativamente costoso. Se estima que para el 2007 sean cerca de 1000 las estaciones distribuidoras de gas vehicular en toda Alemania.
En esta línea el consorcio DaimlerChrysler entregó en agosto de 2004 al excanciller federal, Gerhard Schröder, un Necar 5 que funciona con hidrógeno. Sin embargo las nuevas tecnologías basadas en el uso de hidrógeno apenas estarán suficientemente desarrolladas hacia el año 2010.

## Otras iniciativas
Umweltbank es un banco especializado en proyectos ecológicos. Con sede en Núremberg, el banco logró en 2004 un superávit de cerca del 40 por ciento gracias a un crecimiento del 10 por ciento en su cartera de clientes. La entidad invierte exclusivamente en proyectos ecológicos, como la construcción de hogares ecológicos, proyectos de energía solar y eólica.
Un ejemplo de la cooperación con otros países es Ökocity, un proyecto germano-japonesa que planifica el establecimiento de una urbanización de construcción ecológica en la metrópoli industrial Kitakyushu. En 2006 se iniciaron la construcción de una urbanización con 30 a 50 casas. El proyecto se complementa mediante un intercambio científico con estancias de investigación de expertos alemanes y japoneses en ambos países. Por parte de Alemania esta la participan el Centro Ecológico de Renania del Norte-Westfalia y como coordinador del proyecto la empresa alemana ECOS Japan Consult.